# 996
Раннє Середньовіччя •  Епоха вікінгів •  Золота доба ісламу •  Реконкіста

## Геополітична ситуація
Візантію очолює Василій II Болгаробійця. Оттон III є імператором Священній Римській імперії.
Королем Західного Франкського королівства став, принаймні формально, Роберт II Побожний.
Апеннінський півострів розділений між численними державами: північ належить Священній Римській імперії, середню частину займає Папська область, на південь від Римської області лежать невеликі незалежні герцогства, деякі області на півночі та на півдні належать Візантії, інші окупували сарацини. Південь Піренейського півострова займає Кордовський халіфат на чолі з Хішамом II. Північну частину півострова займають королівство Астурія і королівство Галісія та королівство Леон, де править Бермудо II.
Королівство Англія очолює Етельред Нерозумний.
У Київській Русі триває правління Володимира. У Польщі править Болеслав I Хоробрий. Перше Болгарське царство частково захоплене Візантією, в іншій частині править цар Самуїл. У Хорватії править король Степан Држислав. Великим князем мадярів є Геза.
Аббасидський халіфат очолює аль-Кадір, в Єгипті владу утримують Фатіміди, в Середній Азії — Саманіди, починається становлення держави Газневідів. У Китаї продовжується правління династії Сун. Значними державами Індії є Пала, Пратіхара, Чола. В Японії триває період Хей'ан.

## Події

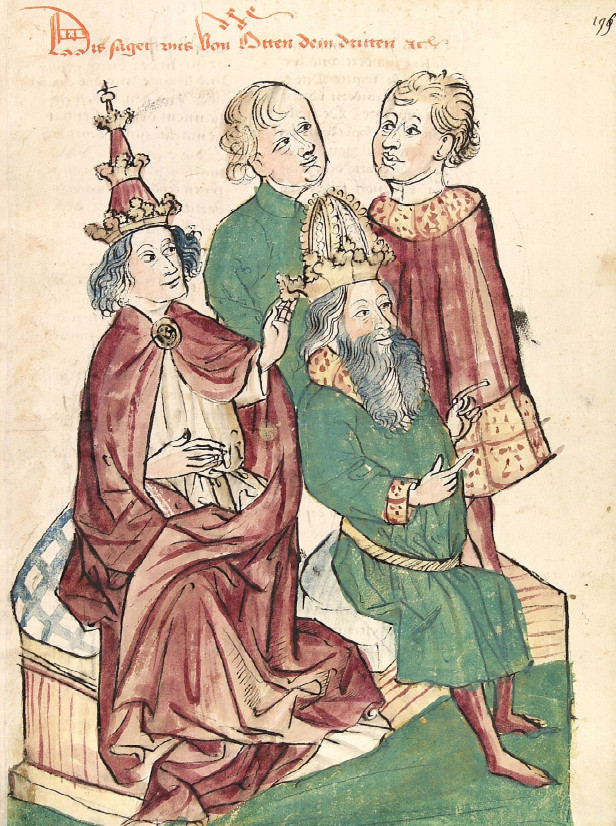
Коронація Оттона III

- У Києві освячена перша на Русі кам'яна церква Десятинна
- Засновано Полонне
- Розпочався понтифікат Григорія V. Новий папа офіційно короновував Оттона III римським імператором. Після повернення Оттона в німецькі землі в Римі спалахнуло повстання, і папу Григорія V було прогнано з міста.
- Фатімідським халіфом став Аль-Хакім.
- Королем Франції став після смерті батька Роберт II Побожний.
- Війська болгарського царя Самуїла вторглися в Грецію, але зазнали поразки від візантійців у битві на річці Сперхей.